# Comuna Ciuperceni, Teleorman
Ciuperceni este o comună în județul Teleorman, Muntenia, România, formată din satele Ciuperceni (reședința) și Poiana. Între anii 1417-1829 a făcut parte din Raiaua Turnu (Kaza Kule) a Imperiului Otoman. În apropierea comunei se regăsește situl arheologic de la Ciuperceni, punct "La vii”, "La carieră”, acesta fiind datat din perioada paleolitică.

## Istorie
La sfârșitul secolului al XIX-lea, satul Ciuperceni era parte a comunei Flămânda (actualmente, satul Poiana), ce făcea parte din plasa Călmățuiul a județului Teleorman cu o populație de 1220 de locuitori.
Anuarul Socec din 1925 consemnează comuna, în plasa Turnu-Măgurele a aceluiași județ, având același componență, și cu o populație de 2407 de locuitori.
În anul 1950, comuna a trecut în administrația raionului Roșiorii de Vede al regiunii Teleorman, raion care, doi ani mai târziu, a fost inclus în regiunea București.
În anul 1968, comuna a trecut la județul Teleorman, în actuala structură. Tot atunci, satul Flămânda a primit numele de Poiana, iar comuna Flămânda a primit numele de Ciuperceni.

## Demografie
Componența etnică a comunei Ciuperceni
     Români (92,67%)
     Romi (2,52%)
     Alte etnii (0,15%)
     Necunoscută (4,67%)
Componența confesională a comunei Ciuperceni
     Ortodocși (94,44%)
     Alte religii (0,67%)
     Necunoscută (4,89%)
Conform recensământului efectuat în 2021, populația comunei Ciuperceni se ridică la 1.350 de locuitori, în scădere față de recensământul anterior din 2011, când fuseseră înregistrați 1.549 de locuitori. Majoritatea locuitorilor sunt români (92,67%), cu o minoritate de romi (2,52%), iar pentru 4,67% nu se cunoaște apartenența etnică. Din punct de vedere confesional, majoritatea locuitorilor sunt ortodocși (94,44%), iar pentru 4,89% nu se cunoaște apartenența confesională.

## Politică și administrație
Comuna Ciuperceni este administrată de un primar și un consiliu local compus din 9 consilieri. Primarul, Lucian Stoicea[*], de la Partidul Social Democrat, este în funcție din octombrie 2020. Începând cu alegerile locale din 2024, consiliul local are următoarea componență pe partide politice:
|  | Partid                    | Consilieri | Componența Consiliului | Componența Consiliului | Componența Consiliului | Componența Consiliului | Componența Consiliului |
|  | ------------------------- | ---------- | ---------------------- | ---------------------- | ---------------------- | ---------------------- | ---------------------- |
|  | Partidul Social Democrat  | 5          |                        |                        |                        |                        |                        |
|  | Partidul Național Liberal | 4          |                        |                        |                        |                        |                        |